# 奕棖
二等辅国将军奕枨（1814年—1877年），贝子绵岫三子。清朝宗室。

## 生平
咸丰七年（公元1857年）封为二等辅国将军，光绪十三年，嫡妻汪佳氏（汪增之女）。

## 家庭
有七子：
- 奉国将军载霖
- 贝子载泽
- 奉国将军载焘
- 奉国将军载柴
- 奉国将军载光
- 奉国将军载照
- 奉国将军载燕